# Gare de Bueil
Gare de Bueil vasútállomás Franciaországban, Bueil településen.

## Vasútvonalak
Az állomást az alábbi vasútvonalak érintik:
- Mantes-la-Jolie–Cherbourg-vasútvonal

## Kapcsolódó állomások
A vasútállomáshoz az alábbi állomások vannak a legközelebb:
- Gare de Bréval
- Gare d’Évreux-Normandie